# Glenn Hoag
Glenn Arthur Hoag (ur. 6 grudnia 1958 w Sherbrooke) – kanadyjski trener siatkówki, obecnie szkoleniowiec Arkasu Izmir. Jego synowie Nicholas i Christopher również są siatkarzami. 

## Osiągnięcia trenerskie

### klubowe
Puchar Francji:
- 2000, 2001

Puchar Europy Zdobywców Pucharów:
- 2000

Mistrzostwo Francji:
- 2000, 2001, 2002, 2003

Superpuchar Europy:
- 2001

Liga Mistrzów:
- 2001

MEVZA - Liga Środkowoeuropejska:
- 2010
- 2009

Mistrzostwo Słowenii:
- 2009, 2010

Puchar Słowenii:
- 2009, 2010

Puchar Turcji:
- 2011, 2022[1]

Puchar Challenge:
- 2011

Mistrzostwo Turcji:
- 2013, 2015
- 2011, 2012, 2017, 2018, 2019
- 2016

Superpuchar Turcji:
- 2024[2]

### reprezentacyjne
Puchar Panamerykański:
- 2024[3]
- 2008, 2009
- 2006, 2011

Mistrzostwa Ameryki Północnej:
- 2015
- 2013
- 2011

Igrzyska Panamerykańskie:
- 2015